# Krishna Prasad Bhattarai

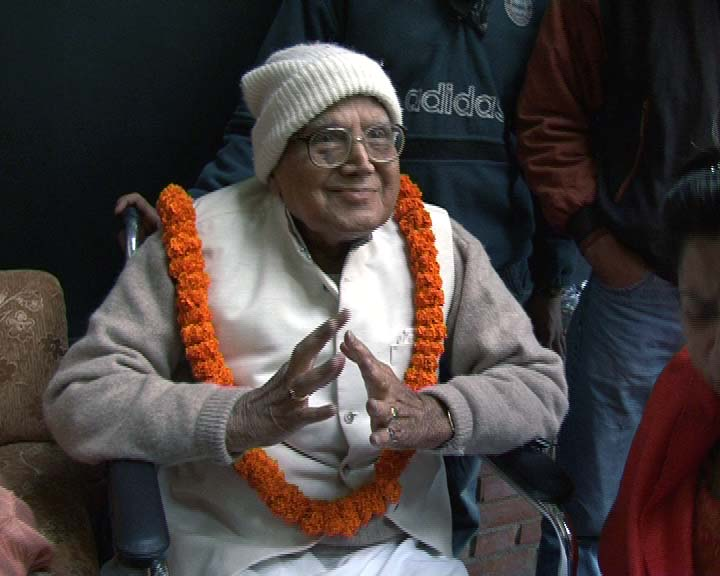
Krishna Prasad Bhattarai

Krishna Prasad Bhattarai (* 24. Dezember 1924 in Varanasi, Indien; † 4. März 2011 in Kathmandu, Nepal) war ein nepalesischer Politiker und Premierminister, der 1990 eine nationale Bewegung zur Wiederherstellung eines Mehrparteiensystems in Nepal leitete.

## Leben
Nach dem Schulbesuch in Varanasi studierte er Wirtschaftswissenschaft an der Banaras Hindu University und trat bereits während des Studiums dem Indischen Nationalkongress sowie der „Quit India“-Bewegung bei und wurde deshalb 1942 für einige Zeit inhaftiert. Danach war er Mitgründer des ersten Nepalesischen Studentenverbandes und wurde zeitweise auch dessen Vizepräsident. Im Januar 1947 gehörte er auch zu den Mitgründern der Nepali National Congress und unterstützte deren Politik auch durch seine Tätigkeit als Journalist. 1950 wirkte er am Zusammenschluss des Nepali National Congress mit dem Nepali Democratic Congress zur Nepalesischen Kongresspartei mit. Er war bald einer der führenden Politiker dieser Partei und gehörte zu den Hauptanführern der Revolution, die 1950 zum Sturz der Regierung führte.
Bhattarai wurde 1960 Sprecher des Repräsentantenhauses und verbrachte wegen seiner Kritik und Opposition gegen das 1960 von König Mahendra eingeführte autokratische System annähernd 14 Jahre in Haft. Nach seiner Entlassung aus der Haft wurde er 1976 zunächst amtierender Präsident der Kongresspartei, ehe er von 1976 bis 1996 Präsident der Nepalesischen Kongresspartei war.
Nach der Wiederherstellung eines Multiparteiensystems und der Demokratie wurde er zum Premierminister einer Übergangsregierung ernannt, die aus Vertretern der Nepalesischen Kongresspartei sowie verschiedenen kommunistische Parteien bestand.
Seine erste Amtszeit als Premierminister dauerte vom 16. April 1990 bis zum 26. Mai 1991. Während dieser Amtszeit führte er die ersten freien Wahlen Nepals seit 30 Jahren durch und setzte eine neue Verfassung durch, die demokratische Rechte garantierte. Als Premierminister unternahm er Staatsbesuche nach Indien, Japan und das Vereinigte Königreich und leitete 1990 auch eine nepalesische Delegation bei einem Treffen der Südasiatischen Vereinigung für regionale Kooperation (Asian Association for Regional Cooperation) in den Malediven.
Nach dem Sieg der Nepalesischen Kongresspartei bei den Parlamentswahlen wurde er am 31. Mai 1999 erneut Premierminister und befand sich bis zum 22. März 2000 in Amt. Grund für seinen Rücktritt nach nur neunmonatiger Amtszeit waren Spannungen innerhalb der Faktionen der Kongresspartei. Während seiner Amtszeit erreichte er jedoch wegen seines Eintretens gegen Korruption und Nepotismus große Anerkennung.
Bhattarei, der an einem Multiorganversagen verstarb, war während seiner Amtszeiten als Premierminister auch Außenminister.